# Битва при Хабе
Битва при Ха́бе (араб. معركة هاب‎) или Битва при Тель Даните — сражение, состоявшееся 14 августа 1119 года между холмом Тель-Данит и крепостью Хаб (Сирия) между армией крестоносцев под командованием короля Балдуина II Иерусалимского и мусульманами во главе с Артукидом Иль-Гази из Мардина.

## Предыстория
29 июня 1119 года в битве у Балата армия регента Антиохийского княжества Рожера Салернского была разбита армией Иль-Гази, а сам Рожер погиб. После этой победы мусульманская армия захватила ряд ключевых городов к востоку от Оронта (Атариб, Мааррат ан-Нууман и Кафартаб) и даже совершила набег на окрестности Антиохии. Патриарх Бернар принял на себя военное командование городом и приготовился защищать его силами горожан и духовенства. Но Иль-Гази не развил свою победу. Своим пьянством после битвы он лишил армию руководства, его туркмены рассеялись и занялись грабежами, поэтому у христиан было время для сбора сил. Известие о гибели Роджера и его армии заставило короля Иерусалима Балдуина II срочно отправиться на север. В Антиохию он прибыл через месяц после смерти Роджера. Первой задачей Балдуина было избавить княжество от угрозы захвата.

## Силы сторон
Вместе с Балдуином к Антиохии прибыл граф Понс Триполитанский. С востока подошли войска Эдессы. Король собрал остатки антиохийской армии и приготовился к бою. Всего собралось семьсот рыцарей и несколько тысяч пеших воинов.
К Иль-Гази тоже прибыло подкрепление — Тугтекин из Дамаска. В объединённой армии Иль-Гази, его вассала Тогана Арслана, хакима Битлиса и Эрзена, и Тугтекина было около двадцати тысяч всадников. Источники не упоминают пехоту. Обычно туркменские армии состояли лишь из конных лучников.

## Битва
Иль-Гази в это время осадил Зардану, и Балдуин двинулся из Антиохии на помощь городу. По пути он разбил лагерь у холма Тель-Данит, расположенного недалеко от города Сармин. Исследователи средневековой сирийской топографии помещают Тель-Данит «между Алеппо и Кафартабом». Там, по словам канцлера Готье, до Балдуина дошли вести, что Зардана пала.

### Построение
Узнав, что Зардана захвачена, Балдуин II отступил к сирийской крепости Хаб. Поскольку движение происходило по открытой местности, король организовал построение войска следующим образом: в авангарде — три отряда рыцарей (предположительно, из Иерусалимского королевства), за каждым стояла колонна пехоты; правый фланг занимал граф Понс с триполитанскими рыцарями, левый — рыцари Антиохии под командованием сеньора Зарданы Роберта Фулкоя. В арьергарде находились антиохийские рыцари.
Сам король Балдуин возглавил резерв из трёх корпусов, который мог прийти на помощь любой части войск. Источники не указывают его точное положение в строю, но, видимо, он располагался за пехотой, посередине. Так же, возможно, у Балдуина было дополнительно две или три тысячи пехотинцев за рыцарями. Отряды Понса и Роберта на флангах были размещены немного позади линии фронта, чтобы блокировать попытки противника обойти армию с фланга. Всего было девять подразделений кавалерии, каждое около восьмидесяти человек: три в первом ряду, три во втором, по одному на каждом фланге и один сзади. Этот боевой порядок отличался от обычного построения войск крестоносцев и был несколько сложнее.
Построение туркменов было обычным — перед атакой они выстроились полумесяцем. Иль-Гази находился на левом фланге, напротив Понса, Тугтекин — на левом, напротив Роберта.

### Начало битвы
На рассвете 14 августа армия крестоносцев двинулась к Хабу и сразу была атакована туркменскими лучниками, обстреливавшими её со всех сторон. Иль-Гази и Тугтекин собирались застать франков врасплох, напав на рассвете, но к этому моменту Балдуин уже построил свое войско, и оно двигалось в полном порядке.
Иль-Гази использовал обычную тактику — туркменские конные лучники двинулись вперёд полумесяцем, огибая оба фланга христианской армии. Туркмены понимали, что сочетание пехоты и кавалерии в христианском войске представляет опасность. Поэтому Иль-Гази стремился прежде всего сокрушить авангард, и все силы бросил на центр, где собрались все пехотинцы. Они и три подразделения рыцарей перед ними подверглись яростной атаке. Туркменам удалось создать слабое место — они вклинились в брешь между авангардом и передовыми конными отрядами и пехотой. Рыцари были отброшены назад, пехотинцы приняли на себя удар противника. Туркмены атаковали не обычным для себя градом стрел, а бились копьями и мечами. После отступления рыцарей, пехотинцы оказались неспособны противостоять воинам Иль-Гази. Вооружённые стрелковым оружием, способным противостоять лучникам, они были не приспособлены для ближнего боя. Они упорно сопротивлялись, но понесли тяжёлые потери.

### Фланги
На двух флангах ситуации развивались по противоположным сценариям. На левом фланге Роберт Фулкой нанёс поражение туркменам Тугтекина и преследовал их. В этот момент Роберт мог бы выиграть битву, быстро атаковав враждебный центр с фланга. Но его главным желанием было отправиться к Зардане. Историк из Алеппо Кемаледдин ибн аль-Адим (ум. 1262) в отличие от канцлера Готье фиксировал мусульманскую точку зрения и писал, что христиане не знали о падении Зарданы. Видимо, это так; как минимум, это справедливо в отношении Роберта. Он не покинул бы поле боя, если бы знал, что Зардана пала. Роберт поехал прямо к Зардане и отсутствовал на поле боя до конца сражения.
На другом фланге ситуация была иной. Иль-Гази разбил отряд Понса, многие триполитанские рыцари бежали. Сам Понс с небольшой свитой продолжал сражаться в отряде короля. Правое крыло франков было беспорядочной массой оттеснено в их центр. В этот момент всё зависело от резерва. По описанию канцлера Готье раз за разом король бросался в бой со своими рыцарями, давая отпор противнику. К вечеру Иль-Гази отказался от борьбы и покинул поле боя, оставив его Балдуину.

## После битвы
По пути с поля боя Иль-Гази наткнулся на корпус Роберта Фулкоя, который обнаружил, что Зардана в руках мусульман, и вернулся. Отряд франков двигался без предосторожностей, без построения и был легко разогнан туркменами, а сам Роберт, упавший с лошади во время бегства, попал в плен. Через несколько дней он был обезглавлен Тугтекином.
После ухода Иль-Гази Балдуин отступил в Хаб. На следующее утро он вернулся на поле боя, чтобы похоронить павших. Поскольку противник удалился, Балдуин заслуженно счёл себя победителем. Его решение выделить резерв и расположить его в центре, чтобы иметь возможность прийти на помощь к любому из подразделений, было верным. В итоге туркмены отступили, а латиняне остались владеть полем битвы.
Исход битвы историки оценивают по-разному. Мюррей полагал, что Иль-Гази проиграл, а другие историки считали, что ни одна из сторон не одержала полной победы. Так или иначе, но битва вынудила Иль-Гази отступить к Алеппо, что временно снизило непосредственную опасность для Антиохийского княжества.